# Michael Færk Christensen
Michael Færk Christensen (ur. 14 lutego 1986 w Hobro) – duński kolarz torowy i szosowy, wicemistrz olimpijski, mistrz i wicemistrz świata.
Jeden raz występował w igrzyskach olimpijskich. W 2008 roku w Pekinie zdobył srebrny medal (razem z Alexem Rasmussenem, Michaelem Mørkøvem, Jensem-Erikiem Madsenem i Casperem Jørgensenem) w wyścigu na dochodzenie drużynowo. Mistrz świata (2009) oraz wicemistrz (2008) w drużynowym wyścigu na dochodzenie.
Jest wielokrotnym medalistą mistrzostw Danii na torze. Startuje z sukcesami również w wyścigach szosowych.